# Гонгота
Гонго́та (рос. Гонгота) — селище у складі Читинського району Забайкальського краю, Росія. Входить до складу Сохондинського сільського поселення.

## Населення
Населення — 541 особа (2010; 627 у 2002).
Національний склад (станом на 2002 рік):
- росіяни — 90 %

## Пам'ятки
- будівля станції, де була підписана Гонготська угода
- гаубиця, установлена на честь загиблих односельців в роки громадянської та Німецько-радянської війни